# Pieter Geyl
Pieter Catharinus Arie Geyl, né le 15 décembre 1887 et mort le 31 décembre 1966, est un historien néerlandais, connu pour ses travaux sur les Provinces-Unies et sur l'historiographie.

## Études et début de carrière
Geyl naît à Dordrecht en 1887 et sort diplômé de l'université de Leyde en 1913. Sa thèse porte sur Christofforo Suriano, ambassadeur vénitien dans les Provinces-Unies entre 1616 et 1623. 
Il enseigne l'histoire dans un lycée de Schiedam de 1912 à 1913 avant de devenir le correspondant à Londres du quotidien Nieuwe Rotterdamsche Courant. Il fréquente à Londres de nombreuses personnes d'influence. En 1919, il est nommé professeur d'histoire des Pays-Bas à l'université de Londres où il enseigne jusqu'en 1935, date à laquelle il devient professeur à l'université d'Utrecht.

## La Seconde Guerre mondiale
En 1940, Geyl écrit un article sur le regard des historiens sur Napoléon. Il devait paraître en juin 1940 mais, à la suite de l'invasion allemande des Pays-Bas en mai, les éditeurs décident de reporter la publication de l'article, par crainte des comparaisons qui pourraient être faites entre Napoléon Ier et Adolf Hitler. Geyl se sert de cet article comme base pour une série de cours à Rotterdam. En octobre 1940, Geyl est arrêté par le SD, le service de sécurité de la SS, et emprisonné pendant treize mois au camp de Buchenwald. Il est ensuite interné jusqu'en février 1944 dans une prison néerlandaise jusqu'à sa libération pour des raisons de santé.
En 1945, Geyl devient titulaire de la chaire d'histoire des Pays-Bas à l'université d'Utrecht. Dans son discours d'ouverture, il appelle ses étudiants à désapprouver les mythes politiques et culturels qui pourraient conduire à des mouvements proches du national-socialisme. Il se montre critique à l'égard de la théorie du Sonderweg, selon laquelle l'histoire allemande aurait conduit inévitablement au nazisme. Il défend en particulier l'historien allemande Leopold von Ranke contre l'accusation d'être un « proto-nazi ».

## L'approche historique de Pieter Geyl
Pieter Geyl est notamment connu pour s'être opposé à l'historien britannique Arnold J. Toynbee, auteur d'une théorie de l'essor et du déclin des civilisations. Geyl accuse Toynbee de sélectionner les exemples et les arguments pour appuyer sa théorie et d'écarter ceux qui iraient dans un sens contraire. Geyl considère sa théorie comme simpliste, ignorant la pleine complexité du passé. Selon lui, la théorie du « défi et réponse » de Toynbee est une définition trop large et attrape-tout pour expliquer les changements historiques. Enfin, il rejetait l'idée de Toynbee selon laquelle le monde occidental serait en déclin.
Pieter Geyl est également connu pour avoir défini l'existence de « Grands Pays-Bas », englobant l'ensemble des territoires européens où le néerlandais est parlé. Selon lui, la séparation des Pays-Bas et de la Flandre au XVIe siècle ne résulte pas de causes « naturelles ». Pour Pieter Geyl, la révolte n'a pas échoué dans le sud à cause de facteurs culturels, politiques et religieux mais à cause de la géographie ; la géographie du Nord, avec ses lacs et ses rivières, favorisait les rebelles tandis que les plaines du Sud favorisaient l'armée espagnole. Sans cette cause géographique, la Flandre aurait fait partie des Provinces-Unies. Cette approche est développée notamment dans De Geschiedenis van de Nederlandse Stam(1930-1959).
En 1957, Pieter Geyl reçoit le prix P.C. Hooft pour l'ensemble de son œuvre.

## Publications
(juillet 2019).
- 1909 - François Villon
- 1913 - Christofforo Suriano, resident van de serenissime republiek van Venetië in Den Haag, 1616 - 1623 (dissertatie)
- 1920 - Holland and Belgium: their common history and their relations: three lectures given at the University College, Londres, on February 10th, 17th and 24th, 1920
- 1922 - De Agent Wolters over de woelingen van 1747 en 1748, medegedeeld van Dr.P. Geyl (en Richard Wolters)
- 1924 - Willem IV en Engeland tot 1748 (vrede van Aken)
- 1924 - Een Engelsch republikein over Willem II's staatsgreep in 1650
- 1924 - Nota van Sir Francis Nethersole over de partijstrijd in de Republiek en Engeland's houding daartegenover, 1625 / medegedeeld door Dr. P. Geyl (overdruk uit de Bijdragen en mededeelingen van het Historisch Genootschap)
- 1924 - A beautiful play of Lancelot of Denmark. How he fell in love with a lady who waited upon his mother / translated from the Middle Dutch by Dr. P. Geyl
- 1925-1930 - De Groot-Nederlandsche gedachte I (essays)
- 1925 - Jahangir's India. The Remonstrantie / translated ... by W.H. Moreland ... and P. Geyl
- 1926 - England in the nineteenth century / Pieter Geyl en Etsko Kruisinga
- 1927 - The tale of Beatrice / translated from the Middle Dutch by Dr. P. Geyl (op rijm)
- 1928 - After thirty years (over William Ewart Gladstone) / Herbert John Gladstone en Pieter Geyl
- 1929 - Nederland's staatkunde in de Spaansche successie-oorlog
- 1929 - Memorable description of the East-Indian voyage, 1618-25/ Willem Ysbrandtsz. Bontekoe; vertaald door C.B. Budde-Hodgkinson en Pieter Geyl; inleiding en noten: Pieter Geyl
- 1929 - The Dutch in India (artikel in British India, 1497-1858 / Henry H. Dodwell)
- 1930-1962 - De Geschiedenis van de Nederlandsche stam (zes delen, tot 1798)
- 1930 - The Dutch barrier 1705 - 1719 / Roderick Geikie and Isabel A. Montgomery with contributions by Pieter Geyl and George Macaulay Trevelyan
- 1930 - Voor-1830-na: een bundel opstellen en gedichten / Pieter Geyl, René Desiderius de Clercq en Pieter Willem de Koning
- 1932 - The revolt of the Netherlands (1555 - 1609)
- 1933 - Een historische legende: het Zuid-Nederlandsch tarief van 21 décembre 1680
- 1933 - Wilhelmus van Nassouwe. Uitgegeven ter gelegenheid van het IVde eeuwfeest der geboorte van Prins Willem van Oranje / onder leiding van Prof. Dr. P. Geyl, Bernard Loder, et al.
- 1934 - Briefwisseling en aanteekeningen van Willem Bentinck, Heer van Rhoon, tot aan de dood van Willem
- 1936 - Vaderlandse gemeenschap in historisch perspectief
- 1936 - Revolutiedagen in Amsterdam (Augustus-september 1748): Prins Willem IV en de Doelistenbeweging
- 1936 - Groen van Prinsterer en de scheuring van 1830
- 1936 - The Netherlands divided (1609-1648)
- 1937 - Kernproblemen van onze geschiedenis: opstellen en voordrachten 1925-1936
- 1938 - Het nationalisme als factor in de moderne Europese geschiedenis
- 1939 - Oranje en Stuart, 1641-1672 (herzien in 1963)
- 1939 - De oorlog in woord en beeld / Pieter Geyl, Coenraad Brandt en Evert Straat
- 1940 - Verzameling overdrukken uit de jaren 1920 en 1930
- 1944 - Het wachtwoort!: sonnetten / A. v.d. Merwe (pseudoniem)
- 1945 - O vrijheid! ...: sonnetten
- 1946 - Eenheid en tweeheid in de Nederlanden
- 1946 - Patriotten en N.S.B.ers: een historische parallel
- 1946 - Gedenkboek gijzelaarskamp Beekvliet, St. Michielsgestel (1940-1945)
- 1946 - Napoleon: voor en tegen in de Franse geschiedschrijving
- 1946 - Nederlands-Belgische betrekkingen: tekst van een lezing gehouden ... in Nov. 1945
- 1946 - Moord op de plas
- 1947 - Het stadhouderschap in de partij-literatuur onder De Witt
- 1947 - 1830 en de Belgische geschiedschrijving
- 1947 - De Patriottenbeweging, 1780–1787
- 1947 - Toynbee's systeem der beschavingen
- 1947 - De Nederlandse cultuur in de wereld van nu
- 1948 - Can we know the pattern of the past?: discussion, concerning Toynbee's book "A study of history" ((Uitgezonden door het Third Programme van de B.B.C., Londres, du 4 janvier au 7 mars 1948)
- 1949 - The pattern of the past: can we determine it?
- 1949 - De Amerikaanse burgeroorlog en het probleem der onvermijdelijkheid
- 1950 - Tochten en toernooien (essays). Met een essay getiteld Shakespeare als geschiedschrijver
- 1950 - Democratische tendenties in 1672
- 1952 - From Ranke to Toynbee: five lectures on historians and historiographical problems
- 1952 - Drie rapporten over de uitgave van bronnen voor de Nederlandse geschiedenis / Pieter Jan van Winter en Pieter Geyl
- 1952 - Reacties: Groen van Prinsterer, Fruin, Multatuli, Busken Huet, Ter Braak, Du Perron, Romein (essays)
- 1953 - De Witten-oorlog: een pennestrijd in 1757 (on the pamphlets published in connection with Pieter le Clercq's anonymous "Het Karakter van den Raadpensionaris Jan de Wit en zijne factie, beschreven door den Graaf d'Estrades, etc.", in the Dutch translation of the second part of the "Ambassades et negotiations")
- 1954 - Historische appreciaties van het zeventiende-eeuwse Hollandse regentenregiem
- 1954 - Historicus in de tijd (essays)
- 1954 - Perspective of Holland and Belgium / Pieter Geyl and Charles James Rolo
- 1954 - In memoriam Jacob Israël de Haan P. N. van Eyck / onder redactie van J.B.W. Polak en W.J. Simons
- 1955 - Use and abuse of history
- 1955 - Debates with historians: collected essays
- 1956 - Gebruik en misbruik der geschiedenis. De Terry Lectures, gehouden aan Yale University, New Haven, Connecticut, USA, en octobre 1954 / vertaling door de schrijver van Use and abuse of history
- 1956 - Een eeuw strijd om Bilderdijk (artikel in De Gids)
- 1958 - Geschiedenis als medespeler
- 1958 - Studies en strijdschriften: bundel, aangeboden aan de schrijver bij zijn afscheid als hoogleraar (essays)
- 1958 - De vitaliteit van de westerse beschaving. Rede
- 1958 - Het leven wint altoos. Zes-en-veertig sonnetten. (heruitgave van Het wachtwoort! (Een keuze uit O vrijheid! (1945) met één aanvullende sonnet) uit 1944, nu onder eigen naam)
- 1958 - Diskussion ohne Ende: Auseinandersetzungen mit Historikern
- 1960 - Franse figuren
- 1960 - Noord en Zuid: eenheid en tweeheid in de Lage Landen
- 1960 - Nederlandse figuren
- 1960 - Vier maal Europa
- 1960 - Britain and the Netherlands in Europe and Asia / onder redactie van J.S. Bromley en Ernst Heinrich Kossmann
- 1961 - Verzameling van kleine geschriften en van overdrukken op geschiedkundig gebied, 1936-1960
- 1961 - Toynbee's answer - on Arnold Toynbee's reply to his critics in the twelfth volume of his "A study of history"
- 1961 - Huizinga als aanklager van zijn tijd
- 1961 - Engelse figuren
- 1961 - Amerikaanse figuren
- 1961 - Duitse en Italiaanse figuren
- 1962 - Debates with historians
- 1963 - Encounters in history (essays)
- 1963 - Van Bilderdijk tot Huizinga: historische toetsingen
- 1963 - Tien politici
- 1963 - Oranje en Stuart, 1641-1672 (herziening)
- 1964 - Napoleon: voor en tegen in de Franse geschiedschrijving
- 1964 - Figuren en problemen
- 1964 - History of the Low Countries: episodes and problems: the Trevelyan lectures 1963 with four additional essays
- 1964 - Zeven revoluties / Zdenek Radslav Dittrich, Pieter Geyl en Johann Heinrich Adolf Logemann
- 1965 - Bruk og misbruk av historien
- 1966 - The revolt in the Netherlands, 1555-1609
- 1966 - The Netherlands in the seventeenth century
- 1966 - Atlas algemene en vaderlandse geschiedenis / B.A. Vermaseren met medewerking van Pieter Geyl
- 1971 - La révolution batave, 1783-1798 / traduction par J. Godard et P. Geyl (Livres V et VI de De geschiedenis van de Nederlandsche stam)
- 1976 - Brieven en uitwisselingen van Willem Bentinck, heer van Rhoon, tot aan de dood van Willem IV, 22 oktober 1751; hoofdzakelijk naar de bescheiden in het Brits Museum / uitgegeven door Frederik Carel Gerretson en Pieter Geyl -  (ISBN 90-247-1833-3)

## Publications sur Pieter Geyl
(juillet 2019).
- 1967 - Herdenking van Pieter Geyl (15 décembre 1887 - 31 décembre 1966) / Ludovicus Jacobus Rogier
- 1967 - Pieter Geyl, 15 décembre 1887 - 31 décembre 1966 / Hermann Walther von der Dunk
- 1971 - Pennestrijd over staat en historie: opstellen over de vaderlandse geschiedenis aangevuld met Geyl's levensverhaal (tot 1945) / woord vooraf door J.C. Boogman; redactionele werkzaamheden: Pieter van Hees (essays) -  (ISBN 90-01-39013-7)
- 1972 - Herinneringen aan Pieter Geyl / door George Puchinger
- 1972 - Bibliografie van Pieter Geyl / samengesteld door Pieter van Hees -  (ISBN 90-01-39014-5)
- 1972 - Drei niederländische Geschichtsschreiber (i.c. Pieter Geyl, Johan Huizinga, Jan Romein) des 20. Jahrhunderts : Ideen und Wirkungen / Hans Rudolf Guggisberg
- 1973 - Geyl en Vlaanderen: uit het archief van Pieter Geyl / door Pieter Geyl; brieven en notities uitgegeven door Pieter van Hees en Arie Wolter Willemsen
- 1976 - De eierdans van Pieter Geyl: zijn grootnederlandse politiek in de jaren twintig / Louis Vos
- 1978 - Verzamelde opstellen / van Pieter Geyl; bijeengebracht en ingeleid door Pieter van Hees -  (ISBN 90-274-5410-8)
- 1979 - Briefwisseling Gerretson-Geyl / verzorgd en toegelicht door Pieter van Hees en George Puchinger
- 1999 - Twee historici in hun tijd: Pieter Geyl en Gerhard Ritter / Hermann Walther von der Dunk -  (ISBN 90-6984-248-3)
- 2000 - Geyl in Zuid-Afrika: verslag van de lezingentournee langs universiteiten in Zuid-Afrika juli-december 1937 door Pieter Geyl / verzorgd en toegelicht door Pieter van Hees en Arie Wolter Willemsen -  (ISBN 90-74112-20-X)
- 2000 - Drei niederländische Geschichtsschreiber (i.c. Pieter Geyl, Johan Huizinga, Jan Romein) des 20. Jahrhunderts : Ideen und Wirkungen / Hans Rudolf Guggisberg (heruitgave door de cultuurafdeling van de Nederlandse ambassade te Bonn)
- 2001 - History of the Dutch-speaking peoples, 1555-1648 -  (ISBN 1-84212-225-8)
- 2002 - Mensen, machten, mogelijkheden / Hermann Walther von der Dunk (over o.a. Pieter Geyl, Louis de Jong, Gerhard Ritter, Menno ter Braak) -  (ISBN 90-351-2400-6)
- 2004 - Pieter Geyl/ door Wim Berkelaar in: Kritisch Denkers Lexicon (34) 2004, p. 1-20
- 2005 - Nationalisme en historiografie: rondom Pieter Geyl: afscheidsbundel voor Pieter van Hees / onder redactie van Frans Willem Lantink -  (ISBN 90-72131-54-1)
- 2005 - Wil dat niet zeggen dat ik mij poëtisch verwezenlijkt heb?, in: Liter. Christelijk Literair Tijdschrift, jg. 8., n° 36 (mars 2005), p. 20-34 / door Wim Berkelaar
- 2005 - Zooveel aandacht en lof. De vriendschap tussen Pieter Geyl en Loe de Jong, in: Hollands Maandblad, nr. 11 (november 2005) p. 3-12 / door Wim Berkelaar
- 2006 - Ik laat de keus daarom liever aan jou. De vriendschap tussen Loe de Jong en Pieter Geyl, in: Martin Ros, Perry Pierik en Jet van Swieten (red.) Negende Bulletin van de Tweede Wereldoorlog (Soesterberg 2006) p. 144-171 / door Wim Berkelaar
- 2006 - Als uw vrind verheug ik mij. De ingewikkelde relatie tussen Pieter Geyl en P.J. Blok, in: L.J. Dorsman (red.) Jubileumnummer 120 jaar Tijdschrift voor Geschiedenis 1886-2006, themanummer Leermeesters, 119, n° 4 (2006) 500-505 / door Wim Berkelaar
- 2006 -  Pieter Geyl en de wording van Napoleon. Voor en tegen in de Franse geschiedschrijving, in: Pieter Geyl, Napoleon. Voor en tegen in de Franse geschiedschrijving, Amsterdam University Press 2006, derde druk, p. 5-15 / door Wim Berkelaar
- 2007 - Pieter Geyl: de Nederlandse tint bij Arthur M. Schlesinger, in: Nederlands Dagblad 2 mars 2007 / door Wim Berkelaar
- 2007 - Boosheid om een benoeming. Het Utrechtse professoraat van Pieter Geyl in 1935, in: De Republikein. Tijdschrift voor de ware democraat, jg. 3, n° 1 (mars 2007) 54-59 / door Wim Berkelaar
- 2009 - Ik die zo weinig in mijn verleden leef : autobiografie 1887-1940 / Pieter Geyl ; bezorgd en toegel. door Wim Berkelaar, Leen Dorsman, Pieter van Hees. - Amsterdam : Wereldbibliotheek, cop. 2009. - 483 p. : ill. ; 22 cm